# Peter Jánský
Peter Jánský (* 3. května 1985 Most) je český lední hokejista, útočník, v současnosti hrající za tým HC Verva Litvínov. 28. prosince 2010 zaznamenal za tým HC Benzina Litvínov svůj první hattrick ve své hokejové kariéře.

## Hráčská kariéra
- 2003/2004 HC Baník Most
- 2004/2005 HC Chemopetrol Litvínov
- 2005/2006 HC Chemopetrol Litvínov
 2005/2006 KLH Chomutov
 2005/2006 HC Baník Most
- 2006/2007 HC Chemopetrol Litvínov
 2006/2007 HC Baník Most
- 2007/2008 HC Litvínov
- 2008/2009 HC Litvínov
- 2009/2010 HC Benzina Litvínov
- 2010/2011 HC Benzina Litvínov
- 2011/2012 HC Sparta Praha 
 2011/2012 HC ČSOB Pojišťovna Pardubice
- 2012/2013 HC Sparta Praha 
 2012/2013 HC Stadion Litoměřice
- 2013/2014 HC Verva Litvínov
- 2014/2015 HC Verva Litvínov
- 2015/2016 HC Verva Litvínov 
 2015/2016 HC Most
- 2016/2017 Rytíři Kladno 
2016/2017 HC Verva Litvínov
- 2017/2018 HC Verva Litvínov ELH
- 2018/2019 HC Verva Litvínov ELH
 2018/2019 SK Kadaň
 2018/2019 HC Slovan Ústí nad Labem
 2018/2019 HC Stadion Litoměřice
- 2019/2020 HC Stadion Litoměřice